# Colima (Kostaryka)
Colima – dystrykt w Kostaryce, w kantonie Tibás, w prowincji San José.

## Historia
Dystrykt Colima został założony na mocy Decreto Ejecutivo 1 dnia 17 sierpnia 1999 roku. 28 września 1999 roku dystrykt Colima została oddzielona od dystryktu Cinco Esquinas.

## Geografia
Colima ma powierzchnię 2 kilometrów kwadratowych i leży na wysokości 1 130 m n.p.m..

## Demografia
Według zliczenia ludności w 2011 roku w dystrykcie Colima mieszkało 13 525 mieszkańców.

## Transport

### Transport drogowy
Przez dystrykt Colima biegną następujące drogi krajowe:
- Droga krajowa nr 39
- Droga krajowa nr 101